# 栃木県旗
栃木県旗（とちぎけんき）は、日本の都道府県の一つ、栃木県の旗。本項では、旗に図示されている栃木県章（とちぎけんしょう）についても併せて解説する。

## 解説
県章は1962年（昭和37年）に公募を実施し、採用されたデザイン案を基に同年12月1日付で制定された。抽象的にデザインされた漢字の「栃」は躍動感を、古代文字の「木」で表された木偏（きへん）の部分はエネルギッシュな向上性を表現している。
県旗は地色を黄緑とし、県章を中央に白抜きで配置したもので1964年（昭和39年）3月1日に告示された。県章は2013年（平成25年）1月1日、県旗の配色を含めたデザインは2015年（平成27年）1月1日よりパブリックドメインとなっている。